# Fall Out Boy’s Evening Out with Your Girlfriend
«Fall Out Boy’s Evening Out with Your Girlfriend» — дебютный мини-альбом американской рок-группы Fall Out Boy. По словам участников группы, был записан за два дня (в промежутке между февралём и сентябрём 2002 года) и без ощутимых затрат на производство. Поэтому альбом был недооценён самой группой, которая не упоминает его как свой первый официальный релиз.
Был выпущен в 2003 году звукозаписывающей компанией Uprising Records против желания группы. В 2005 году Uprising выпустили ремастиринговое переиздание под названием «Evening Out with Your Girlfriend», без согласия группы, после очень успешного дебюта их альбома «From Under the Cork Tree» на мейджор-лейбле. По данным журнала Billboard, к августу 2008 года было продано более 127 000 копий в Соединённых Штатах.

## История создания
Группа Fall Out Boy сформировалась в Уилметте, недалеко от Чикаго, штат Иллинойс, в 2001 году. В то же году группа записала демо на аудиокассете, состоящее из трёх песен, которое заинтересовало звукозаписывающую компанию Uprising Records. Этот материал они использовали для выпуска сплита с Project Rocket в 2002 году. А также поставила задачу перед группой по выпуску первого альбома. Группа попыталась собрать музыкантов и записать новые композиции за два дня. Итогом этой работы, получившей название «Fall Out Boy’s Evening Out with Your Girlfriend», сами музыканты были крайне недовольны.
Тексты к этому альбому были написаны ведущим вокалистом Патриком Стампом, хотя подавляющую часть текстов для последующих альбомов создал басист Пит Венц. В записи принимали участие Патрик Стамп (вокал), Пит Венц (бас-гитара), Джо Троман (гитара) и Майк Парескувич (ударные), хотя на обложке альбома изображены пять музыкантов. Также этот альбом стал единственным в репертуаре группы, в работе над которым не принимал участие барабанщик Энди Хёрли. Ударную партию для альбома записал Парескувич, и после этого покинул группу. Энди Хёрли занял его место, поучаствовав в записи следующего альбома «Take This to Your Grave» (2003).
Композиции из «Evening Out» группа играла на своих первых нечастых концертах для небольшой публики, соглашаясь практически на любое приглашение (Венц вспоминал, что готов был брать оплату за выступление пиццей). Когда группа стала достаточно популярной, они редко упоминали этот альбом и не играли входившие в него композиции.
Композиция «Calm Before the Storm» была позже перезаписана с дополнениями к аранжировке, включая бэк-вокал (скриминг) басиста Пита Венца, для следующего альбома «Take This to Your Grave». «Pretty in Punk» — отсылка к фильму Джона Хьюза «Девушка в розовом», а «Parker Lewis Can’t Lose (But I’m Gunna Give It My Best Shot)» — к телевизионному шоу «Parker Lewis Can’t Lose». Три записи: «Switchblades and Infidelity», «Growing Up» и «Moving Pictures» — ранее были записаны для сплита Project Rocket / Fall Out Boy.
В альбоме 2008 года «Folie à Deux» в композиции «What a Catch, Donnie» Уильям Беккет из The Academy Is… исполняет часть песни «Growing Up». А версия этой композиции со сплита Project Rocket / Fall Out Boy была включена в качестве бонусного трека в альбом лучших хитов группы 2009 года «Believers Never Die — Greatest Hits».

## Реакция
Дебютный альбом Fall Out Boy не привлёк внимания мейнстрима и не попал в чарты. Кроме того, с этого альбома не было выпущено ни одного сингла, а оригинальный релиз не представлен на официальном сайте Fall Out Boy, только переиздание. Многие рецензенты, включая AllMusic, считают первым альбомом Fall Out Boy «Take This to Your Grave», возможно, из-за того, что «Evening Out with Your Girlfriend» является мини-альбомом, а не полноформатным релизом, и, к тому же, малоизвестным и не признаваемым самими музыкантами. Тем не менее, об этом первом опыте, портал пишет следующее: «„Evening Out with Your Girlfriend“ был азбукой Fall Out Boy, гипер-истерикой юмора, самоуничижением, щенячьей любовью и поклонением Get Up Kids. „World’s Not Waiting (For Five Tired Boys in a Broken Down Van)“ и „Short, Fast, and Loud“ были резюме альбома в названии, гармонии и триумфальном аккорде». Punktastic оценил дебютный альбом как «чрезвычайно неотёсанный, но с заметным потенциалом». Rolling Stone хоть и отмечал дебют группы, но отзывался о нём довольно сдержанно: «FOB продемонстрировали умение смешивать мелодии с кофеином, в высоком темпе с чувствительными, вымученными текстами, благодаря застенчивому Венцу, выполняющему роль главного лирика, и Стампу в качестве главного автора песен. Такие треки, как „Sending Postcards from a Plane Crash (Wish You Were Here)“, в основном связаны с расставанием Венца с неверной бывшей девушкой, но панк-риффы превращают их в бодрые и хлёсткие композиции».

## Список композиций
- 1.	Honorable Mention
- 2.	Calm Before the Storm
- 3.	Switchblades and Infidelity
- 4.	Pretty in Punk
- 5.	Growing Up
- 6.	The World’s Not Waiting (For Five Tired Boys in a Broken Down Van)
- 7.	Short, Fast, and Loud
- 8.	Moving Pictures
- 9.	Parker Lewis Can’t Lose (But I’m Gunna Give It My Best Shot)